# ویترین‌گردی
ویترین‌گردی (به انگلیسی: Window shopping) یا خرید ویترینی هنگامی است که در آن مصرف‌کننده بدون قصد کنونی خرید، کالاهای فروشگاه را نگاه یا بررسی کند. این کار به‌عنوان یک سرگرمی یا روشی برای به دست آوردن دانش درباره کالاها، تفاوت برند یا قیمت کاربرد دارد.

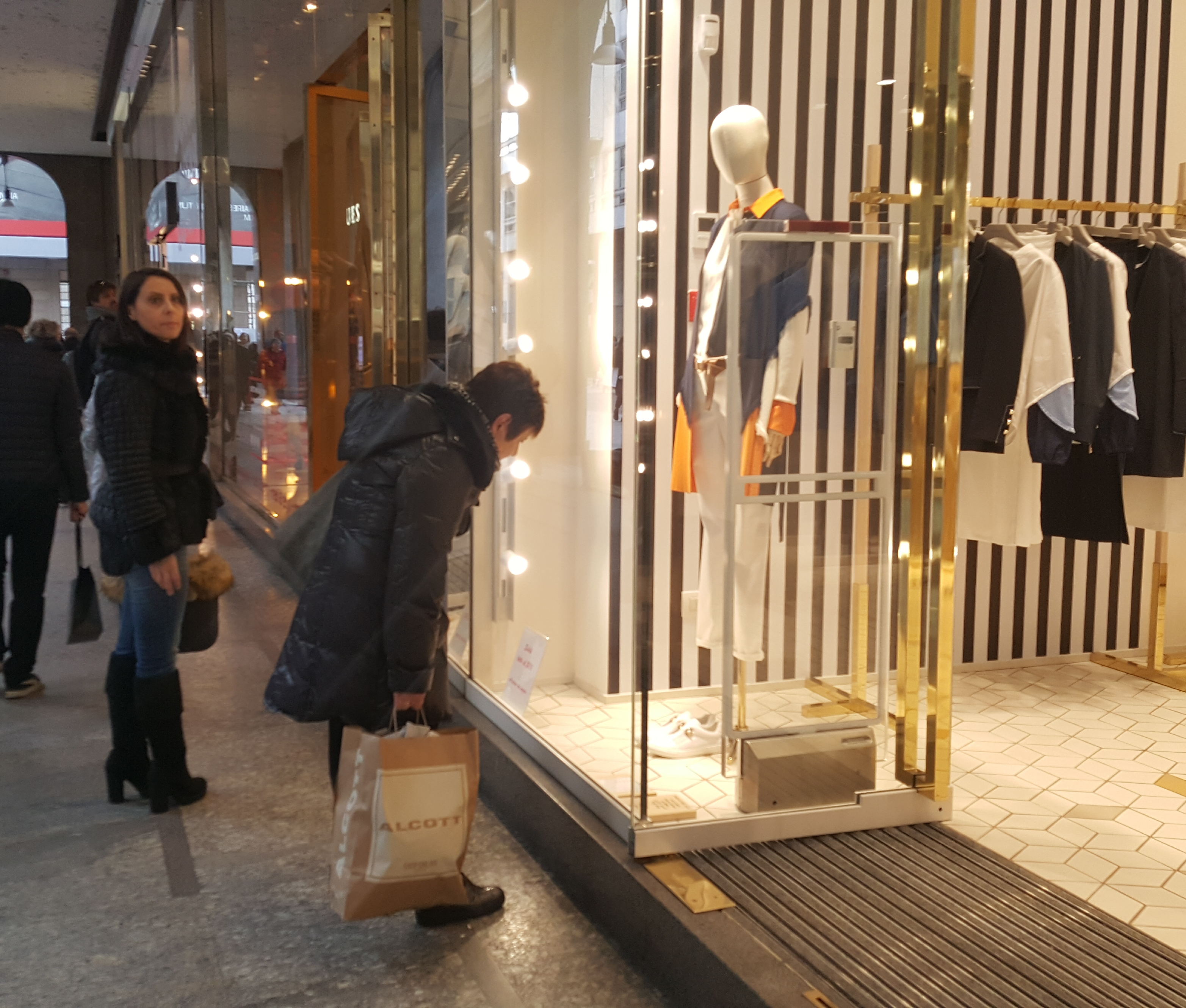
یک شهروند هنگام ویترین‌گردی.